# Baldratia algeriensis
Baldratia algeriensis är en tvåvingeart som beskrevs av Möhn 1969. Baldratia algeriensis ingår i släktet Baldratia och familjen gallmyggor.
Artens utbredningsområde är Algeriet. Inga underarter finns listade i Catalogue of Life.